# 雲南吉田インターチェンジ

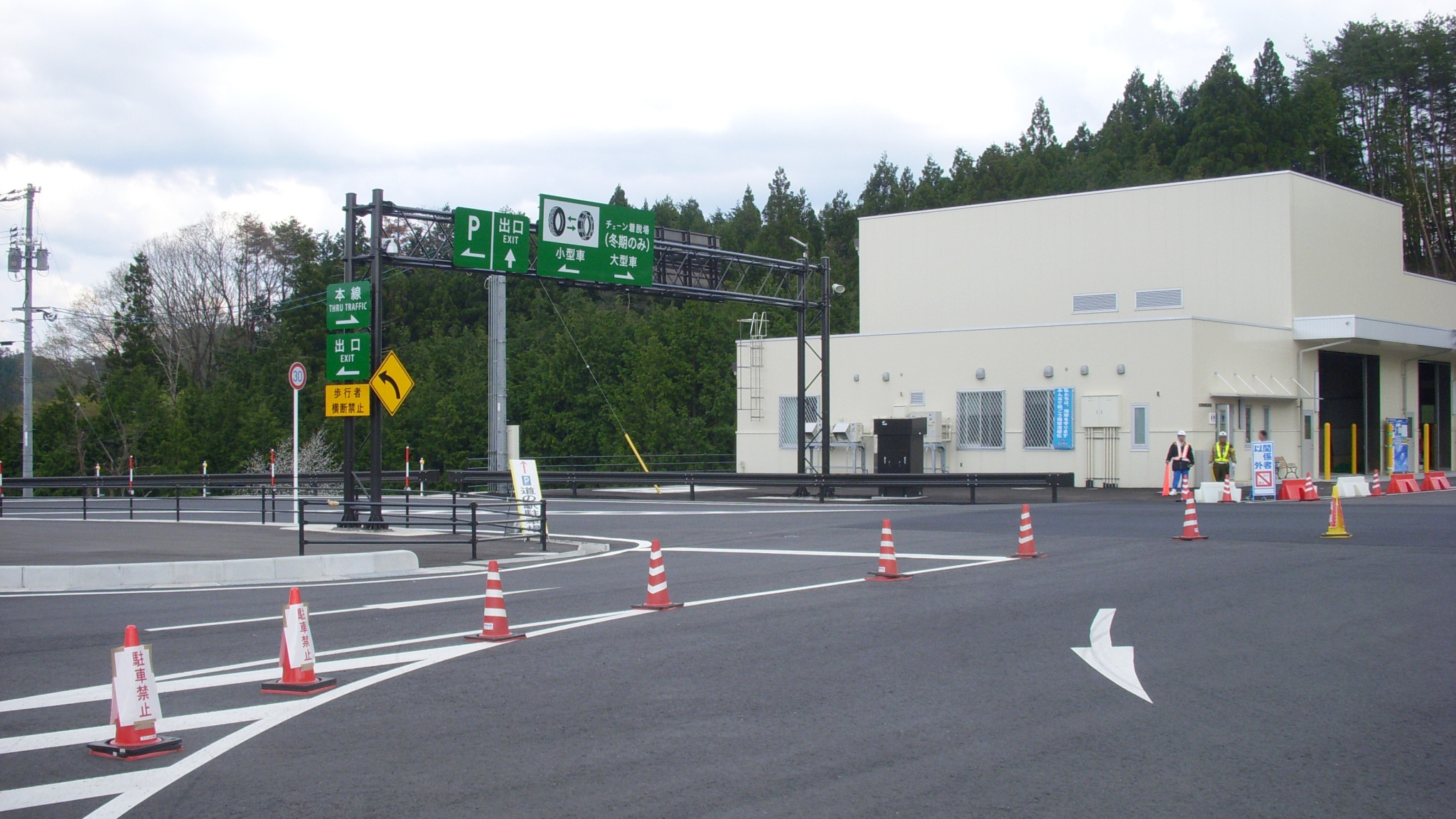
道の駅たたらば壱番地から見た松江道流入出路。
奥手は国土交通省の管理施設。

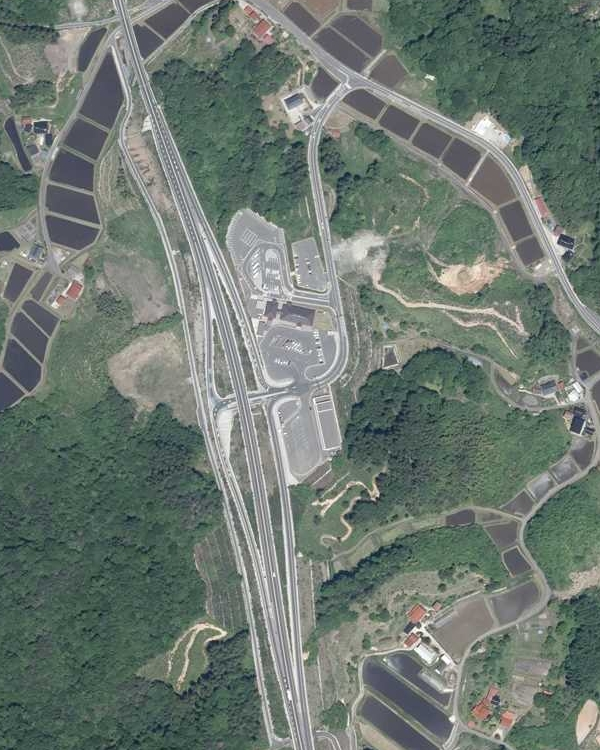

雲南吉田インターチェンジ（うんなんよしだインターチェンジ）は、島根県雲南市にある松江自動車道のインターチェンジ（地域活性化インターチェンジ）である。

## 道路
- E54 松江自動車道（4番）

## 接続する道路

### 直接接続
- 雲南市道雲南吉田インター線

### 間接接続
- 島根県道38号掛合上阿井線（雲南市道雲南吉田インター線を介して）

## 歴史
- 2012年（平成24年）
  - 4月20日 : 地域活性化インターチェンジとして追加設置が認可された。当時の仮称は吉田インターチェンジ[1]。
  - 12月27日 : 正式名称が雲南吉田インターチェンジと発表される[2]。
- 2013年（平成25年）3月30日 : 三次東JCT - 吉田掛合IC開通と共に供用開始。

## 料金所
無料区間のためなし

## 併設施設
- 吉田除雪基地
- 雲南吉田チェーンベース（チェーン着脱場・駐車場）

## 雲南吉田チェーンベース
ランプの途中（自動車専用道路区域）に駐車場が設置されている。チェーン着脱場であるが、道の駅たたらば壱番地へはインターチェンジを降りずに道の駅を利用する事が出来る。
- 駐車場
  - 大型 4台
  - 小型 25台
- 障害者用駐車場、トイレは隣接する道の駅たたらば壱番地を利用する。

## 周辺
- 道の駅たたらば壱番地

## 隣
E54 松江自動車道
(3) 高野IC/道の駅たかの - 大万木トンネル - (4) 雲南吉田IC/道の駅たたらば壱番地 - (5) 吉田掛合IC